# Szelmár István
Szelmár István néhol Szelnár István (vendül: Števan Selmar, szlovénos alakban Štefan Selmar) (Felsőlendva, 1820. október 23. – Ivanócz, 1877. február 15.) magyarországi szlovén (vend) római katolikus pap és író.
Eredetileg Szlámár volt a neve. Szülei Szlámár (sic!) Mihály és Fliszár Magdolna. A két név között túl nagy eltérés nincs, s az akkori Vendvidékre jellemző volt, hogy egyes nevek a következő generáció más kiejtése, s főleg az elírások miatt könnyen megváltoztak. Anton Trstenjak, a magyarországi szlovénekkel foglalkozó kutató úgy írja le, hogy Szelmár magyarosította volna a nevét, bár nem igazán tűnik a Szelmár magyaros alaknak, azonkívül az eredeti nevét valószínűleg nehezen ejtette a magyar nyelv, különösen a félhangzókat, amelyek a szlovén és a vend nyelvet jellemzik, így máskor is előfordult, hogy egy-egy félhangzóba e-t ejtettek, vagy írtak, így például Szelmár kortársának, Borovnyák Józsefnak a nevét is egy-egy helyen Borovenyák-nak írják.
A mai Muravidékről (Prekmurje) származott, a történelmi Felsőlendváról. 1845. július 20-án szentelték pappá Szombathelyen. Cserensóc (Cserföld) (ma Črenšovci, Szlovénia) és Turniscsa (Bántornya) (ma Turnišče, Szlovénia) káplánja volt 1845 és 1856, ill. 1856 és 1860 között. Itt érték az 1848–49-es forradalom és szabadságharc eseményei is, amikor is politikába maga is bekapcsolódott Borovnyák Mátyás cserensóci plébánossal. Az alsólendvai képviselőválasztáson viszályok robbantak ki Gyika Jenő főszolgabíró és Horváth Péter helyi földbirtokos pártja között. Borovnyák és Szelmár Horváth mellett foglalván állást felingerelték a támogatóit, hogy támadják meg a Gyika-féle tábort, s a verekedésben súlyosan megsérült Matos József, a muraközi Szelnica plébánosa is.
Tizenhat éven át volt a kancsóci (Felsőszentbenedek, ma Kančevci, Szlovénia) Szent Benedek templom plébániájának igazgatója (1860-tól, 1876. december 31-éig). Utolsó egy évét Ivanócon (Alsószentbenedek, ma Ivanovci, Szlovénia) töltötte, miután 1876. december 31-i hatállyal lemondott plébániájáról. Szülőfalujában 32 forintos, Kancsócon 324 forintos misealapítványt tett.
Róder Alajos Bibliai Történetek c. könyvét vend nyelvre fordította le (Zgodbe Sztárogá i Nóvoga Zákona), hogy a gyerekek anyanyelvükön könnyebben tanulhassák a hittant. Ez a munkája jelentősnek számít, mert hasznos eszköz a szlovén nyelv megőrzésében, azonkívül Biblia-fordítás is.
Viszonylag korán halt meg. Kancsóczon temették el, sírján ez a felirat olvasható:
Szelmár István, Kiérdemült h.
plébános elnyugodott az Urban
1877 Februar 15én.
Béke poraira!

## Műve
- Zgodbe Sztaroga i Nóvoga Zákona, za s'olszko detczo poleg knige Roder Alajosa na sztari szlovenszki jezik prenesene. Vödane po drüstvi szvetoga Stevana. Z- dopüsztsényem V. p. g. Szombotelszkoga püspeka. V- Jagri (Erlau). Stamp Archi Lyceo 1873.